# Mabea angularis
Mabea angularis là một loài thực vật có hoa trong họ Đại kích. Loài này được Hollander mô tả khoa học đầu tiên năm 1986.